# ベルリンeプリ
ベルリンeプリ（英: Berlin ePrix ）は、ドイツのベルリン・テンペルホーフ空港の跡地のコースで行われるフォーミュラE世界選手権レースの1戦である。

## 概要
モナコeプリと同様に2015年に第1回大会が開催された。舞台は2008年に閉鎖されたベルリン・テンペルホーフ空港前の駐機場を大きく利用したコースである。
2020年は新型コロナウイルス感染拡大により他国のグランプリが中止になった影響から6レース行われた。

## 過去の結果
| 年           | サーキット             | 勝者                                 | エントラント                                              |
| ------------ | ---------------------- | ------------------------------------ | --------------------------------------------------------- |
| 2015         | テンペルホーフ空港     | ジェローム・ダンブロシオ             | ドラゴン・レーシング                                      |
| 2016         | ベルリン・市街地コース | セバスチャン・ブエミ                 | ルノー・e.dams                                            |
| 2017 レース1 | テンペルホーフ空港     | フェリックス・ローゼンクヴィスト     | マヒンドラ・レーシング                                    |
| 2017 レース2 | テンペルホーフ空港     | セバスチャン・ブエミ                 | ルノー・e.dams                                            |
| 2018         | テンペルホーフ空港     | ダニエル・アプト                     | アウディスポーツ・アプト・シェフラー                      |
| 2019         | テンペルホーフ空港     | ルーカス・ディ・グラッシ             | アウディスポーツ・アプト・シェフラー・フォーミュラEチーム |
| 2020 レース1 | テンペルホーフ空港     | アントニオ・フェリックス・ダ・コスタ | DS・テチーター                                            |
| 2020 レース2 | テンペルホーフ空港     | アントニオ・フェリックス・ダ・コスタ | DS・テチーター                                            |
| 2020 レース3 | テンペルホーフ空港     | マクシミリアン・ギュンター           | BMW i・アンドレッティ・モータースポーツ                   |
| 2020 レース4 | テンペルホーフ空港     | ジャン＝エリック・ベルニュ           | DS・テチーター                                            |
| 2020 レース5 | テンペルホーフ空港     | オリバー・ローランド                 | ニッサン・e.dams                                          |
| 2020 レース6 | テンペルホーフ空港     | ストフェル・バンドーン               | メルセデス・ベンツEQ・フォーミュラEチーム                 |
| 2021 レース1 | テンペルホーフ空港     | ルーカス・ディ・グラッシ             | アウディスポーツ・アプト・シェフラー・フォーミュラEチーム |
| 2021 レース2 | テンペルホーフ空港     | ノーマン・ナト                       | ロキット・ヴェンチュリー・レーシング                      |
| 2022 レース1 | テンペルホーフ空港     | エドアルド・モルタラ                 | ロキット・ヴェンチュリー・レーシング                      |
| 2022 レース2 | テンペルホーフ空港     | ニック・デ・フリース                 | メルセデスEQ・フォーミュラEチーム                         |
| 2023 レース1 | テンペルホーフ空港     | ミッチ・エバンス                     | ジャガー・TCS・レーシング                                 |
| 2023 レース2 | テンペルホーフ空港     | ニック・キャシディ                   | エンヴィジョン・レーシング                                |
| 2024 レース1 | テンペルホーフ空港     | ニック・キャシディ                   | ジャガー・TCS・レーシング                                 |
| 2024 レース2 | テンペルホーフ空港     | アントニオ・フェリックス・ダ・コスタ | タグ・ホイヤー・ポルシェ・フォーミュラEチーム             |
| 2025 レース1 | テンペルホーフ空港     | ミッチ・エバンス                     | ジャガー・TCS・レーシング                                 |
| 2025 レース2 | テンペルホーフ空港     | ニック・キャシディ                   | ジャガー・TCS・レーシング                                 |